# East Millinocket (hrabstwo Penobscot)
East Millinocket – jednostka osadnicza w Stanach Zjednoczonych, w stanie Maine, w hrabstwie Penobscot.